# Laemophloeus mandibularis
Laemophloeus mandibularis is een keversoort uit de familie dwergschorskevers (Laemophloeidae). De wetenschappelijke naam van de soort werd in 1892 gepubliceerd door Antoine Henri Grouvelle.